# Les Lames du cardinal (jeu de rôle)
Pour les articles homonymes, voir Les Lames du cardinal.
Les Lames du cardinal est un jeu de rôle français de fantasy historique publié par les Éditions Sans-Détour en 2014. Il s'agit d'une adaptation de la trilogie romanesque du même nom écrite par Pierre Pevel et publiée aux éditions Bragelonne de 2007 à 2010.
Une seconde édition paraît en 2024 chez l'éditeur Elder Craft,.

## Historique

### Équipe d'auteurs pour la première édition
L'équipe est constituée de Philippe Auribeau (chef de projet), Samuel Bidal, Camille Guirou, Jérôme Isnard et Mahyar Shakeri. Toutes les illustrations originales sont de Loïc Muzy,.
Philippe Auribeau, qui est aussi romancier depuis lors, a écrit une « séquelle » à la trilogie des Lames du cardinal, un roman qui se déroule à l'époque du jeu de rôle ; il s'intitule L'Héritage de Richelieu. D'abord publié sous forme de série en sept épisodes disponibles uniquement au format numérique, il a fait par la suite l'objet d'une publication papier, dans sa version intégrale et chez le même éditeur que la trilogie de romans originelle, en mars 2019.

### Vers une seconde édition
Philippe Auribeau prépare aussi de longue date une seconde édition de ce jeu de rôle.
En février 2022, l'éditeur Elder Craft — en compagnie de l'illustrateur Loïc Muzy et avec les participations par vidéo interposée de Pierre Pevel et Philippe Auribeau — annonce la sortie d'une nouvelle version du jeu, avec la même équipe de concepteurs. Elle doit faire l'objet d'un financement participatif sur la plateforme Ulule ; prévue initialement pour la même année, cette campagne de financement est finalement repoussée au mois de février 2023.
Le 15 février 2023, premier jour du financement, on apprend que l'équipe est finalement bien constituée en majorité des mêmes auteurs, Patrick Simoens venant simplement remplacer Mahyar Shakeri ; Loïc Muzy illustre les livres et le tarot, Johann « Papayou » Blais conçoit les couvertures et Josselin Grange s'occupe des personnages et de la maquette.
Financée en quelques heures, cette 2de édition du jeu est annoncée livrable aux souscripteurs en 2024[réf. souhaitée]. Avec 302 379 € récoltés sur un objectif de 30 000 €, elle se révèle être le 3e jeu de rôle le plus soutenu sur la plateforme de financement, comme le précise la page Facebook de l'éditeur, le 15 mars 2023 :

« […] Votre soutien, votre enthousiasme et votre confiance nous ont permis de mettre cette nouvelle version des Lames sur le podium des JdR les plus soutenus sur Ulule (soit le 3e JdR le plus soutenu sur Ulule). »

Cette nouvelle édition, aux règles remaniées, doit favoriser la narration partagée.
Le 13 juin 2023 l'éditeur annonce le tournage d'un actual play des Lames du cardinal, pour une diffusion au mois de septembre 2023. Le premier épisode est finalement diffusé le 23 octobre 2023 ; parmi tous les joueurs présents autour de la table, on  compte la chanteuse Jain et la championne d'escrime (sabre) Margaux Rifkiss.
Au printemps 2024, les souscripteurs reçoivent par mail un lien vers les fichiers PDF des ouvrages commandés, à partir de la dernière semaine d'avril, tandis que l'expédition — des versions papier —, à leur adresse, est effectuée à la fin de ce même mois ou bien au début du mois de mai[réf. souhaitée].

## Univers
Comme celui des romans, l'univers du jeu est une version alternative de la France du XVIIe siècle – mais située dix ans après la fin de la trilogie, à l'époque du cardinal Mazarin – dans laquelle les dragons et la magie existent. Les joueurs y incarnent les Lames, espions et soldats au service du cardinal, et y vivent des aventures de cape et d'épée afin de servir fidèlement le royaume de France.
Dans la seconde édition, le cadre du jeu est déplacé à l'époque de la Fronde, et couvre ainsi les années 1648-1653.

## Système de jeu

### Création des personnages

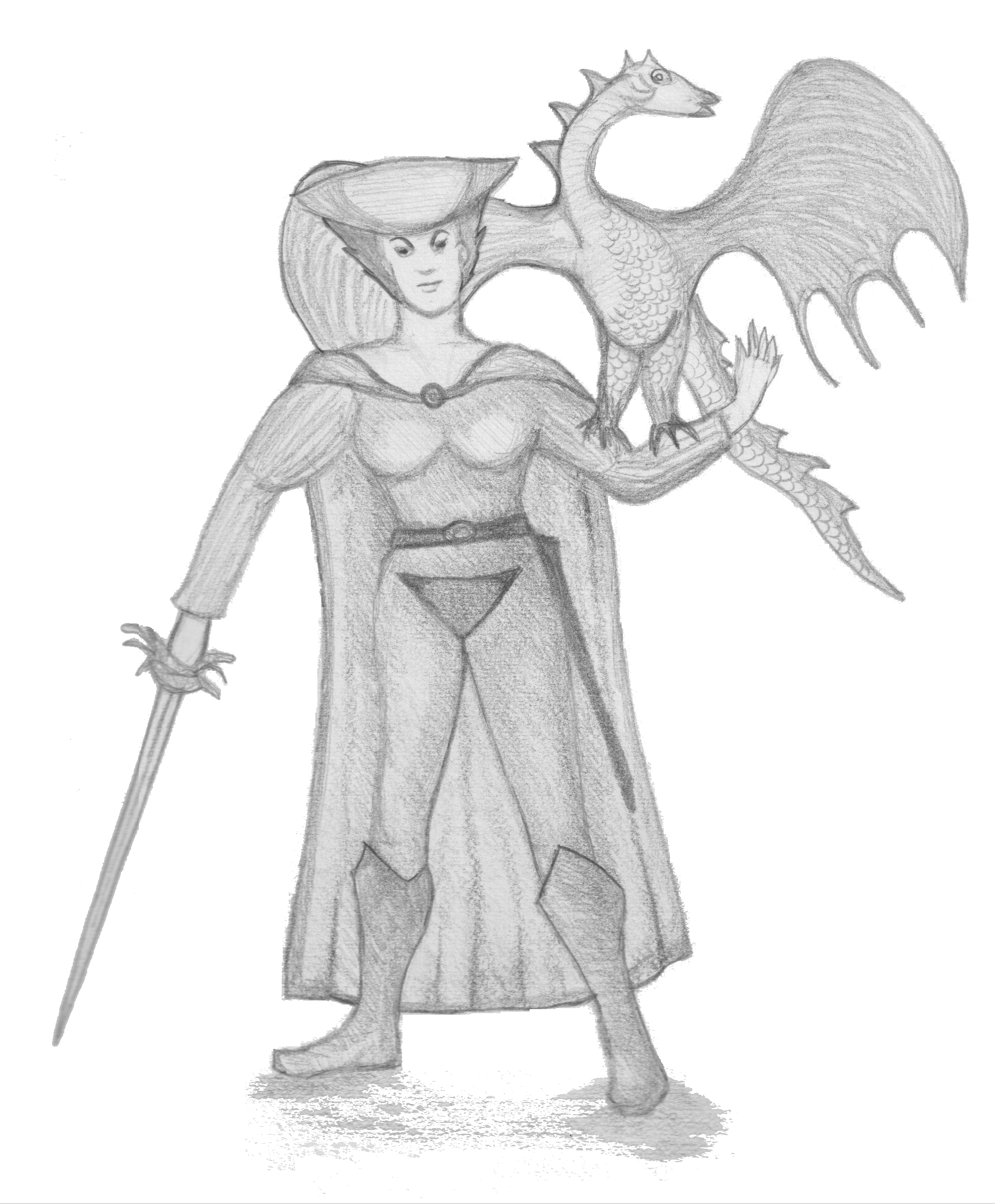
Jeune femme-lame au dragonnet — fan art.

Après répartition de points dans les quatre caractéristiques, la création des personnages joueurs se poursuit en sélectionnant deux archétypes (choisis ou tirés au hasard) ; les données des deux archétypes sont alors fusionnées et les deux valeurs, dans chacune des compétences listées, additionnées pour structurer le personnage. Quelques menus points viennent alors agrémenter celles-la pour personnaliser celui-ci. D'autres données, comme le choix de l'école d'escrime et des feintes et bottes dérivantes, sont ajoutées par la suite.
Les caractéristiques et compétences des personnages non-joueurs sont plus succinctes et sont composées de quelques données simples issues d'un éventail de personnages types. Ces derniers sont alors personnifiés grâce à un nom/adjectif, comme « Le Borgne », « Leroux », « Balafré » ou « Échalas ».
Les personnages non-joueurs plus importants pour le scénario sont légèrement plus détaillés et se révèleront être des adversaires bien plus coriaces face aux Lames.

### Résolution des actions

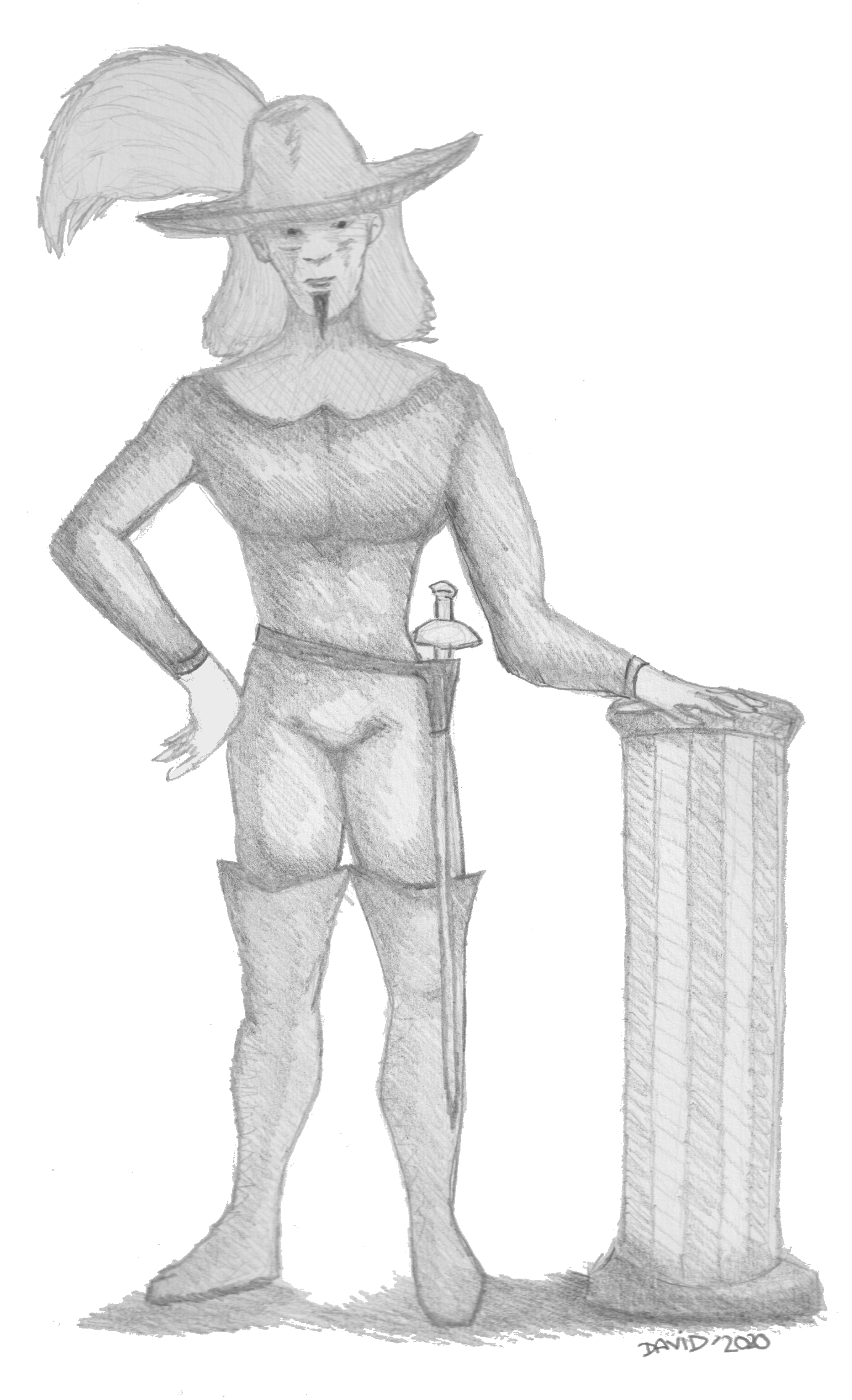
Homme-lame à la collerette — fan art.

Les actions sont résolues par l'intermédiaire d'un tirage et d'une gestion de cartes (ou lames) qui s'effectuent dans le Tarot des Ombres, qui symbolise le destin, ou plutôt « l’influence des dragons ». Les combats suivent le même principe, même s'il est un peu plus complexe. Des règles annexes et facultatives viennent se greffer, incitant à la coopération entre les joueurs qui peuvent ainsi s'entraider (en se transmettant ou en s'échangeant des cartes, par exemple),.

#### Remarques sur le Tarot des Ombres
Le Tarot des Ombres est le tarot qui apparaît dans les romans et les arcanes majeurs qui le composent sont ceux qui y sont évoqués. C'est aussi le tarot divinatoire manipulé couramment par les personnages non-joueurs férus d'ésotérisme tout au long des aventures qui se déroulent dans cet univers.

### Magie
La magie, issue des arcanes, est corruptrice et réservée aux dragons et à leurs séides. Elle n'est donc pas accessible aux personnages joueurs.

### Clarification des règles
Des documents ont été publiés sur le site de l'éditeur afin de clarifier les règles de la première édition. Ils sont librement téléchargeables.

## Scénario type

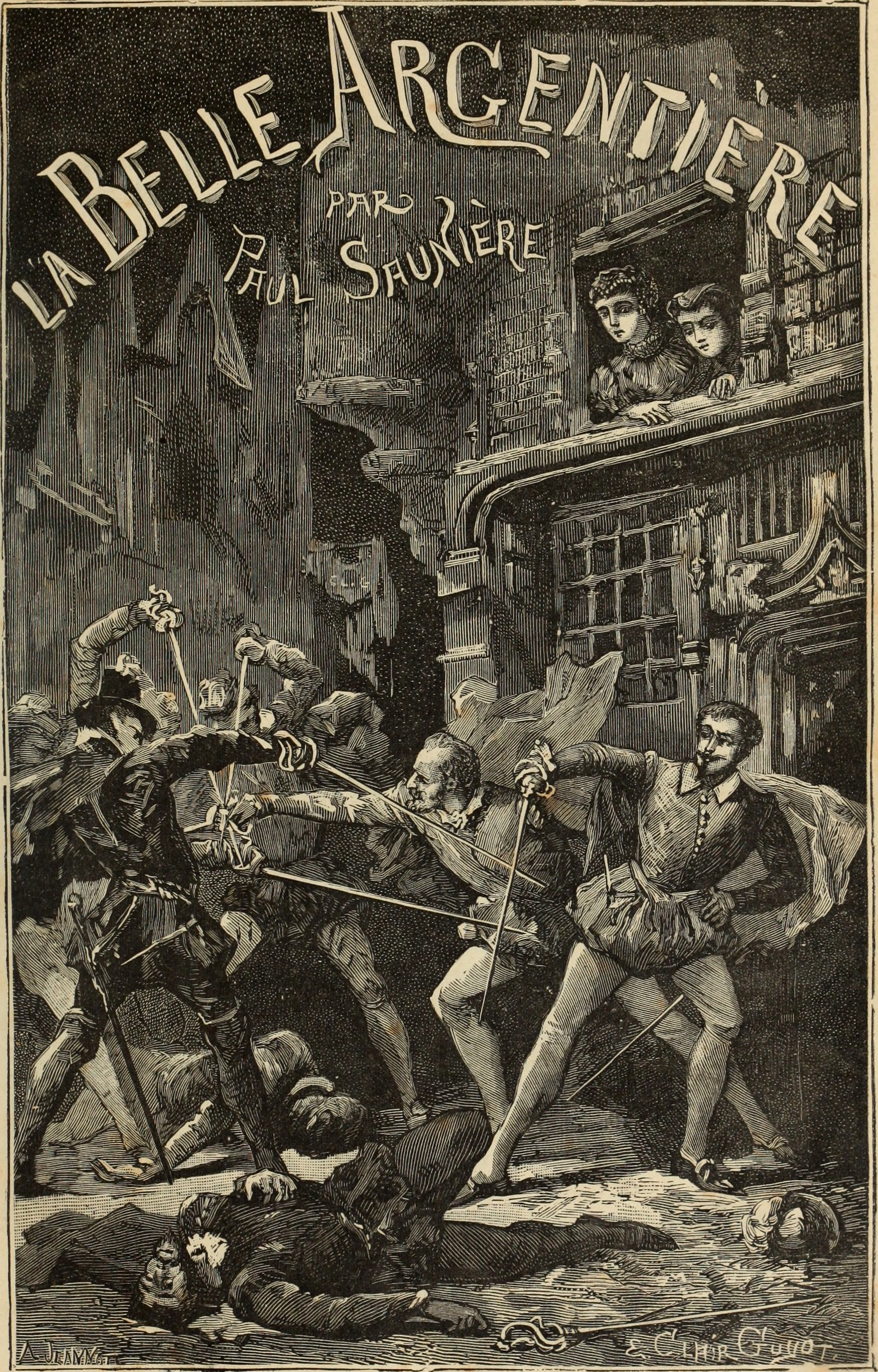
Couverture de La Belle argentière, roman de cape et d'épée de Paul Saunière.

Les scénarios sont très codifiés. Ces sont des missions confiées aux personnages joueurs par le cardinal – selon l'époque, Richelieu s'il est encore vivant, Mazarin sinon. Les auteurs du jeu préconisent une subdivision des scénarios en trois actes, de trois scènes chacun, avec un commencement in medias res pour les Lames.

### Synopsis
Les personnages joueurs ont en leur connaissance des rumeurs, distribuées par le MJ — Maître de la Jusquiame — selon leurs rangs (combattants, hommes de cour, lettrés, roturiers…), qui amorcent et faciliteront leur enquête. Des combats contre des seconds couteaux la parsèmeront et les Lames auront assez communément à déjouer un complot. Le scénario se terminera presque toujours par un combat contre le ou les grands-méchants, combat qui mettra très souvent le holà à une cérémonie draconique et au lancement d'un rituel.

### Tropes et originalité
Malgré ce canevas « imposé » et les tropes inhérents au genre, chaque scénario se devra d'être une nouvelle aventure très exaltante à vivre pour les Lames et tout à fait différente des précédentes.

## Gamme

### Première édition
La première édition est parue aux Éditions Sans-Détour.
- Les Lames du Cardinal, boîte rouge, Éditions Sans-Détour (2014)  (ISBN 978-2-917994-58-0)
- Les Accessoires du Maître de Jeu, Éditions Sans-Détour (2014)  (ISBN 978-2-917994-68-9)
- Les Lames du Cardinal, boîte bleue édition limitée, Éditions Sans-Détour (2014)  (ISBN 978-2-917994-70-2) : cette édition regroupe dans une même boîte Les Lames du Cardinal et Les Accessoires du Maître de Jeu et contient des bonus tels que des posters et une chevalière fleurdelisée
- Le Tarot des Ombres, Éditions Sans-Détour (2014)  (ISBN 978-2-917994-60-3) : ce tarot est inclus par défaut dans les deux versions de la boîte de base
- Arcanes, boîte verte, Éditions Sans-Détour (2015) (ISBN 978-2-917994-00-1) édité erroné : campagne et ajouts aux règles

### Seconde édition
Une seconde édition, financée en 2023, est sortie en avril (fin mai, pour les boutiques) 2024 chez l'éditeur Elder Craft. La gamme comprend :
- L'Univers  (ISBN 978-2-38024-045-0), ouvrage ne comprenant pas d'éléments de système ; aussi disponible en version luxe dite « collector », avec une couverture alternative
- Le Jeu  (ISBN 978-2-38024-046-7), ouvrage comprenant les éléments mécaniques du système ; aussi disponible en version luxe dite « collector », avec une couverture alternative
- Le Nécessaire  (EAN 3770013359170), boîte renfermant le tarot dans sa nouvelle version ainsi que diverses aides de jeu cartonnées
- Le Tarot des Ombres  (EAN 3770013359163), nouvelle version, aussi disponible séparément
- L'Écran  (EAN 3770013359156)
- Des scénarios, repris ou inédits et disponibles sous forme de pdf, accessibles selon les options choisies durant le financement participatif

Note : l'éditeur propose aussi une version pdf de la plupart de ces ouvrages.
En boutiques, le jeu est décliné en trois offres :
- Préludes  (ISBN 978-2-38024-047-4), boîte renfermant un livret de 96 pages incluant les règles du jeu ; deux scénarios ; dix fiches de personnages ; une carte des lieux et un Tarot des Ombres
- L'Édition standard, pack renfermant le livre d'Univers (couverture standard) ; le livre de Jeu (couverture standard) ; le Nécessaire contenant le Tarot des Ombres, la rivière draconique, les cartes de profils, le tableau de contacts, le deck de combat, des jetons ressources et des fiches de personnages ;  l'Écran de jeu ; chaque élément restant disponible à l'achat séparément
- L'Édition Collector  (ISBN 978-2-38024-048-1), coffret renfermant le livre d'Univers (couverture Collector) ; le livre de Jeu (couverture Collector) ; le Nécessaire contenant le Tarot des Ombres, la rivière draconique, les cartes de profils, le tableau de contacts, le deck de combat, des jetons ressources et des fiches de personnages ;  l'Écran de jeu

## Communauté de fans
La communauté des fans du jeu est assez active sur le Web. Pour la première édition du jeu, de nombreux scénarios et aides de jeu ont ainsi été publiés sous forme de pdf et sont mis gracieusement à la disposition des meneurs de jeu et des joueurs. Un forum dédié fédère cette communauté.

## Nominations et récompenses
En février 2025 la seconde édition du jeu est l'une des trois finalistes, dans la catégorie « rééditions », de l'édition 2025 du GRAAL d'Or décerné par le  Groupement azuréen d'associations ludiques dans le cadre du Festival international des jeux de Cannes.